# Mali ai Giochi della XXXI Olimpiade
Il Mali ha partecipato ai Giochi della XXXI Olimpiade, che si sono svolti a Rio de Janeiro, Brasile, dal 5 al 21 agosto 2016, con una delegazione di sei atleti impegnati in quattro discipline. Portabandiera alla cerimonia di apertura è stata la velocista Djénébou Danté.
Si tratta della tredicesima partecipazione di questo paese ai Giochi. Così come nelle precedenti edizioni, non sono state conquistate medaglie.

## Atletica leggera
- Salto triplo maschile - 1 atleta (Mamadou Chérif Dia)
- 400 m femminili - 1 atleta (Djénébou Danté)

## Judo
- 100 kg maschili - 1 atleta (Ayouba Traoré)

## Nuoto
- 100 m farfalla maschili - 1 atleta (Oumar Touré)
- 50 m stile libero femminili - 1 atleta (Fatoumata Samassékou)

## Taekwondo
- 80 kg maschili - 1 atleta (Ismaël Coulibaly)